# Discografia degli Stadio
Di seguito viene riportata la discografia degli Stadio, gruppo musicale pop rock italiano.

## Album

### Album in studio
| Anno | Titolo                         | Posizione massima |
| ---- | ------------------------------ | ----------------- |
| 1982 | Stadio                         | —                 |
| 1984 | La faccia delle donne          | —                 |
| 1986 | Canzoni alla radio             | —                 |
| 1989 | Puoi fidarti di me             | —                 |
| 1991 | Siamo tutti elefanti inventati | 16                |
| 1992 | Stabiliamo un contatto         | —                 |
| 1995 | Di volpi, di vizi e di virtù   | —                 |
| 1997 | Dammi 5 minuti                 | 17                |
| 2000 | Donne & colori                 | 27                |
| 2002 | Occhi negli occhi              | 4                 |
| 2005 | L'amore volubile               | 3                 |
| 2007 | Parole nel vento               | 8                 |
| 2009 | Diluvio universale             | 6                 |
| 2011 | Diamanti e caramelle           | 7                 |
| 2016 | Miss nostalgia                 | 3                 |

### Album dal vivo
| Anno | Titolo                             | Posizione massima |
| ---- | ---------------------------------- | ----------------- |
| 1993 | Stadiomobile Live                  | 17                |
| 2006 | Canzoni per parrucchiere Live Tour | 7                 |
| 2012 | 30 I nostri anni                   | 6                 |

## Q Disc
- 1984 - Chiedi chi erano i Beatles (RCA Italiana, PG 70600)

## Raccolte
| Anno | Titolo                         | Posizione massima |
| ---- | ------------------------------ | ----------------- |
| 1988 | Canzoni alla Stadio            | —                 |
| 1994 | Acqua e sapone                 | —                 |
| 1996 | Il canto delle pellicole       | —                 |
| 1998 | Ballate fra il cielo e il mare | 29                |
| 2000 | I miti musica                  | —                 |
| 2003 | Storie e geografie             | 9                 |
| 2007 | The Platinum Collection        | 42                |
| 2011 | I più grandi successi          | —                 |
| 2013 | Immagini del vostro amore      | 30                |

### Raccolte non ufficiali
| Anno | Titolo                | Posizione massima |
| ---- | --------------------- | ----------------- |
| 1991 | Canzoni alla Stadio 2 | —                 |

## Singoli
| Anno | Titolo                                                | Posizione massima | Album di provenienza               |
| ---- | ----------------------------------------------------- | ----------------- | ---------------------------------- |
| 1981 | Chi te l'ha detto?/Grande figlio di puttana           | —                 | Stadio                             |
| 1983 | Acqua e sapone/C'è                                    | 31                | La faccia delle donne              |
| 1984 | Allo stadio/Ti senti sola                             | 42                | La faccia delle donne              |
| 1986 | Canzoni alla radio/Incubo assoluto                    | —                 | Canzoni alla radio                 |
| 1991 | Generazione di fenomeni/Bianco di gesso nero di cuore | 14                | Siamo tutti elefanti inventati     |
| 1991 | Cerca di non esser via (maxi singolo)                 | —                 | Siamo tutti elefanti inventati     |
| 1992 | Stabiliamo un contatto/Al tuo fianco                  | 15                | Stabiliamo un contatto             |
| 1995 | So solo che brucia                                    | —                 | Di volpi, di vizi e di virtù       |
| 1995 | Mi manchi già                                         | —                 | Di volpi, di vizi e di virtù       |
| 1995 | Ti perdonerei                                         | —                 | Di volpi, di vizi e di virtù       |
| 1998 | Ti mando un bacio                                     | —                 | Dammi 5 minuti                     |
| 1999 | Lo zaino/Ti mando un bacio (versione club)            | 22                | Ballate fra il cielo e il mare     |
| 2002 | Sorprendimi                                           | —                 | Occhi negli occhi                  |
| 2002 | Il segreto                                            | —                 | Occhi negli occhi                  |
| 2003 | Sorprendimi/Sei tutto quel che ho                     | —                 | Occhi negli occhi                  |
| 2003 | Equilibrio instabile                                  | —                 | Storie e geografie                 |
| 2003 | Banana Republic                                       | —                 | Storie e geografie                 |
| 2005 | Buona sorte                                           | —                 | L'amore volubile                   |
| 2006 | Fine di un'estate                                     | —                 | L'amore volubile                   |
| 2006 | Le mie poesie per te                                  | —                 | L'amore volubile                   |
| 2006 | Fammi stare con te                                    | —                 | Canzoni per parrucchiere Live Tour |
| 2007 | ... E mi alzo sui pedali                              | —                 | Parole nel vento                   |
| 2007 | Guardami                                              | —                 | Parole nel vento                   |
| 2007 | Innamorarsi ancora                                    | —                 | Parole nel vento                   |
| 2007 | Lame affilate                                         | —                 | Parole nel vento                   |
| 2007 | Parole nel vento                                      | —                 | Parole nel vento                   |
| 2009 | Gioia e dolore                                        | —                 | Diluvio universale                 |
| 2009 | Perdiamoci                                            | —                 | Diluvio universale                 |
| 2009 | Come pioggia in mare                                  | —                 | Diluvio universale                 |
| 2009 | Diluvio universale                                    | —                 | Diluvio universale                 |
| 2011 | Gaetano e Giacinto                                    | —                 | Diamanti e caramelle               |
| 2011 | Diamanti e caramelle                                  | —                 | Diamanti e caramelle               |
| 2012 | Poi ti lascerò dormire                                | —                 | Diamanti e caramelle               |
| 2012 | La promessa (con Noemi)                               | —                 | Diamanti e caramelle               |
| 2012 | I nostri anni (feat. Fabrizio Moro)                   | —                 | 30 I nostri anni                   |
| 2013 | Bella                                                 | —                 | 30 I nostri anni                   |
| 2013 | Immagini del nostro amore                             | —                 | Immagini del vostro amore          |
| 2016 | Un giorno mi dirai                                    | 3                 | Miss nostalgia                     |
| 2016 | Miss nostalgia                                        | —                 | Miss nostalgia                     |
| 2016 | Tutti contro tutti                                    | —                 | Miss nostalgia                     |

## Duetti e collaborazioni
- 1984 - La faccia delle donne feat. Vasco Rossi
- 2000 - In paradiso con te feat. Amal Murkus
- 2000 - Te lo ricordi con Mariadele
- 2003 - Un altro grande figlio di puttana feat. J-Ax
- 2003 - Mi manchi già con Vittoria Belvedere
- 2007 - Guardami con Teresa Salgueiro
- 2009 - Sorprendimi (live) con Noemi
- 2009 - Cortili lontani feat. Saverio Grandi
- 2009 - Resta come sei feat. Fabrizio Moro
- 2011 - La promessa con Noemi
- 2012 - I nostri anni feat. Fabrizio Moro
- 2013 - La mia canzone per te feat. Solis String Quartet
- 2016 - Tutti contro tutti feat. Vasco Rossi